# Pierre-Jean de Boyer d'Éguilles
Pour les articles homonymes, voir Boyer.
Pierre-Jean de Boyer, seigneur d'Éguilles, de Vacquières et Joyeuse-Garde (à St-Martin et Mouriès), marquis d'Argens, né le 8 janvier 1682 à Draguignan, mort le 26 avril 1757 à Aix-en-Provence, est un magistrat français.

## Biographie
Septième enfant de Jean-Baptiste Boyer d'Éguilles, célèbre collectionneur et érudit, conseiller au parlement de Provence, et de Jeanne-Marie Surle, dame d'Argens et de Taradel (Taradeau), Pierre-Jean Boyer épousa le 23 avril 1702 à Aix-en-Provence, paroisse de la Madeleine, Angélique de Lenfant (alias L'Enfant), fille de Luc de Lenfant, conseiller au Parlement, et de Suzanne de Colomby. Ses enfants furent (non morts en bas âge) :
- Jean-Baptiste Boyer d'Argens
- Anne (1706-1792) qui épousa Charles-Joseph de Thomas, baron de Sainte-Marguerite et de Lagarde, président de la Chambre des comptes de Provence en 1730[1].
- Alexandre Jean-Baptiste de Boyer, seigneur d'Éguilles, président au parlement de Provence.
- Paul (1709-1785), docteur en Sorbonne, chanoine de l'église d'Aix, abbé de Cruas et de l'Épau.
- Luc-Sextius (1710-v.1739), présenté de minorité dans l'ordre de Saint-Jean de Jérusalem en 1723[2].
- Angélique (1711-1785), unie en 1731 à Joseph de Méri de La Canorgue.
- Luc (1713-1784), présenté aussi de minorité dans l'ordre de Saint-Jean de Jérusalem en 1725[2].

Pierre-Jean de Boyer d'Eguilles, fut reçu le 17 décembre 1709, conseiller au Parlement de Provence, en la charge de feu son père. Après 8 années de service en tant que conseiller, il fut reçu procureur général au Parlement de Provence le 10 mai 1717 en la charge d'André de La Garde. C'est lui qui fit ériger en marquisat, par lettres données à Paris en février 1722, la seigneurie d'Argens. Il exerça ses fonctions au Parquet jusqu'à sa mort, survenue à Aix-en-Provence le 26 avril 1757.